# Гелгуд, Игнацы
Игнацы Гелгуд (? — 13 июня 1807, Гнев) — государственный и военный деятель Великого княжества Литовского, стражник великий литовский в 1789—1793 годах, дивизионный генерал армии Герцогства Варшавского. Один из руководителей восстания 1794 года.

## Биография
Представитель литовского дворянского рода Гелгудов герба «Гелгуд». Старший генерального старосты жемайтского Антония Онуфрия Гелгуда (1720—1797) от второго брака с Каролиной Теодорой Оскерко.
В 1788 году Игнацы Гелгуд был избран послом (депутатом) от Жемайтского староства на Четырехлетний сейм. Был членом Объединения сторонников новой правительственной конституции 3 мая 1791 года. Пылкий сторонник реформ.
В 1794 году Игнацы Гелгуд был участником заговора и подготовки восстания Костюшко в Великом княжестве Литовском. 24 апреля 1794 года он был избран в Высшую Литовскую Раду. В чине генерал-лейтенанта принимал участие в военных действиях во время восстания, несмотря на членство в Совете.
После Третьего раздела Речи Посполитой Игнацы Гелгуд вызвал на дуэль графа Платона Зубова, бывшего фаворита российской императрицы Екатерины II, который тогда находился в Варшаве.
Во время военной кампании 1806 года французский маршал Иоахим Мюрат поручил ему организацию войск в Варшавском департаменте. 13 марта 1807 года он принял командование дивизией после ранения Яна Генрика Домбровского и руководил осадой Гданьска. Скончался от тягот войны и ран.
Игнацы Гелгуд был награжден Орденом Белого орла (1792), Орденом Святого Станислава (1792) и крестом Ордена Почётного легиона (1807).